# Mina Lozanu
Mina Nicolae Lozanu (n. 4 septembrie 1929, Hristici, raionul Soroca, Republica Moldova – d. 19 septembrie 2013) a fost un zoolog din Republica Moldova, doctor habilitat în biologie, profesor universitar. A fost laureat al Premiului de Stat al RSSM și membru al Consiliului Central Teriologic al Academiei de Științe a URSS.

## Biografie
A absolvit Facultatea de Biologie și Chimie a Institutului Pedagogic din Chișinău și s-a specializat la Institutul de Biologie al Academiei de Științe a Moldovei. A fost elevul lui Mihail Iaroșenco. 
A inițiat o nouă direcție de cercetare – etologia animalelor în mediul ambiant. A efectuat numeroase cercetări pe teren pentru a evidenția rațiunea la mamifere și păsări, descoperind că ele posedă o serie de capacități considerate până nu de mult strict umane.
A publicat peste 300 de lucrări științifice, broșuri, cărți despre viața animalelor, articole. A pregătit 22 doctori și doctori habilitați în zoologie și peste 75 de licențiați universitari.

## Lucrări
- Fauna de vânatoare din Moldova, 1968, în colaborare;
- Rozătoarele Moldovei, 2 vol., 1970;
- Istoria provenirii micromammaliilor în Moldova și ecologia speciilor recente, 1972;
- Comportamentul mamiferelor în mediul ambiant, 2000 (în colaborare).
- Lumea animală a Moldovei . Vol. 4, Mamifere (în colaborare).